# Marcin Kikut
Marcin Kikut (* 25. Juni 1983 in Barlinek, Polen) ist ein ehemaliger Fußballspieler aus Polen.

## Karriere
Kikut begann seine Karriere bei Pogon Barlinek, einem Verein seiner Heimatstadt. 2002 wechselte er zu seinem ersten Profiverein, Amica Wronki.
Mit Amica spielte er 2004/05 im UEFA-Cup. Kikut gab sein internationales Debüt am 21. Oktober 2004 gegen den Vertreter aus Schottland, die Glasgow Rangers, am ersten Spieltag der Gruppenphase. Das Spiel ging 0:5 verloren. Kikut wurde in der 60. Minute für Karol Gregorek eingewechselt.
2006, nach der Fusion von Amica mit Lech Posen, wechselte der Mittelfeldspieler zum zweitgenannten Verein. Im Sommer 2012 wurde sein auslaufender Vertrag nicht verlängert. Anfang August 2012 unterschrieb er dann einen Zweijahresvertrag beim Ligakonkurrenten Ruch Chorzów. In der Saison 2012/2013 spielte er 14-mal in der Ekstraklasa für Ruch. Zur Rückrunde der Saison 2013/2014 wechselte er zum Ligakonkurrenten Widzew Łódź. Allerdings konnte er den Abstieg nicht verhindern und wechselte zur Saison 2014/2015 zum Zweitliga-Aufsteiger Bytovia Bytów. Jedoch konnte er auch hier nicht überzeugen und wechselte zur Saison 2015/16 zum Viertligisten Formacja Port 2000 Mostki. Doch schon ein halbes Jahr später schloss er sich Tarnovia Tarnowo Podgórne an, wo er 2019 seine Karriere beendete.

## Nationalmannschaft
Nach drei Spielen für die U-21 kam Kikut etwa fünf Jahre später am 10. Dezember 2010 bei dem 2:2 in dem Auswärtsspiel gegen Bosnien-Herzegowina zu seinem ersten Einsatz in der polnischen A-Nationalmannschaft. Danach spielte er nur noch am 6. Februar 2011 bei dem 1:0-Sieg Polens in Moldawien.

## Erfolge
- Polnischer Pokalsieger (2009)
- Polnischer Supercupsieger (2010)
- Polnischer Meister (2010)